# Rallye Dakar 1994
Navigation
Édition précédente Édition suivante
Le Rallye Paris-Dakar-Paris 1994 est le 16e Rallye Dakar. Sa particularité est d'être un Paris-Dakar-Paris, particulièrement long et éprouvant.
Les vainqueurs sont Pierre Lartigue et Michel Périn sur Citroën ZX en catégorie auto, Edi Orioli sur Cagiva Elefant 900 en catégorie moto.

## La journée du 9 janvier
L'étape du 9 janvier a été d'une difficulté exceptionnelle, à cause d'un cordon de dunes mal pris en compte par les organisateurs. Aucune voiture ne parvint à rallier l'arrivée dans les délais autorisés par le chemin réglementaire. Les Citroën contournent l'obstacle, ignorant le huitième point de passage obligatoire, tandis que les autres équipes sont revenues au point de départ. Les organisateurs annulent l'étape, pour ne pas disqualifier tous les concurrents. Les Mitsubishi sont introuvables.
Finalement, les équipages Mitsubishi atteignent le huitième point de passage après plus d'une journée de course, les copilotes ayant dû souvent marcher devant la voiture pour chercher les points de sable praticable. Cette performance leur a valu d'être considérés comme des héros par les commentateurs, mais ils perdent la course puisqu'ils n'ont pas rallié l'arrivée à temps pour l'étape suivante.

## Étapes
| Étape | Date        | Départ                           | Arrivée                          | Total (km) |
| ----- | ----------- | -------------------------------- | -------------------------------- | ---------- |
| 1     | 29 décembre | Paris France                     | Paris France                     |            |
| 2     | 30 décembre | Bordeaux France                  | Granada Espagne                  |            |
| 3     | 31 décembre | Granada Espagne                  | Rabat Maroc                      | 615        |
| 4     | 1 janvier   | Rabat Maroc                      | Agadir Maroc                     | 655        |
| 5     | 2 janvier   | Agadir Maroc                     | Tan-Tan Maroc                    | 558        |
| 6     | 3 janvier   | Tan-Tan Maroc                    | Villa Cisneros Sahara Occidental | 953        |
| 7     | 4 janvier   | Villa Cisneros Sahara Occidental | Nouadhibou Mauritanie            | 570        |
| 8     | 5 janvier   | Nouadhibou Mauritanie            | Nouakchott Mauritanie            | 485        |
| 9     | 6 janvier   | Nouakchott Mauritanie            | Dakar Sénégal                    | 476        |
|       | 7 janvier   | Jour de repos                    |                                  |            |
| 10    | 8 janvier   | Dakar Sénégal                    | Boutilimit Mauritanie            | 566        |
| 11    | 9 janvier   | Boutilimit Mauritanie            | Atar Mauritanie                  | 491        |
| 12    | 10 janvier  | Atar Mauritanie                  | Nouadhibou Mauritanie            | 680        |
| 13    | 11 janvier  | Nouadhibou Mauritanie            | Bir Anzarane Maroc               |            |
| 14    | 12 janvier  | Bir Anzarane Maroc               | Tan-Tan Maroc                    | 702        |
| 15    | 13 janvier  | Tan-Tan Maroc                    | Ouarzazate Maroc                 |            |
| 16    | 14 janvier  | Ouarzazate Maroc                 | Melilla Espagne                  | 913        |
| 17    | 15 janvier  | Motril Espagne                   | Château Lastours France          | 1230       |
| 18    | 16 janvier  | Château Lastours France          | Parc Disneyland France           |            |

## Classements finaux

### Motos
47 motos à l'arrivée sur 96 inscrites.
| Pos. | Pilote           | Constructeur |
| ---- | ---------------- | ------------ |
| 1    | Edi Orioli       | Cagiva       |
| 2    | Jordi Arcarons   | Cagiva       |
| 3    | Fabrizio Meoni   | Honda        |
| 4    | Angelo Cavandoli | KTM          |
| 5    | Patrick Sireyjol | Cagiva       |
| 6    | Gérard Antony    | Cagiva       |
| 7    | Guido Maletti    | Kawasaki     |
| 8    | David Castera    | BMW          |
| 9    | Pierre Briais    | Cagiva       |
| 10   | Xavi Riba Alvaro | Kawasaki     |

### Autos
57 autos à l'arrivée sur 96 inscrites.
| Pos. | Pilote                      | Navigatore        | Véhicule               |
| ---- | --------------------------- | ----------------- | ---------------------- |
| 1    | Pierre Lartigue             | Michel Périn      | Citroën ZX Rallye-raid |
| 2    | Hubert Auriol               | Gilles Picard     | Citroën ZX Rallye-raid |
| 3    | Philippe Wambergue          | Jean-Paul Cottret | Buggy Bourgoin         |
| 4    | Hiroshi Masuoka             | Andreas Schulz    | Mitsubishi Pajero      |
| 5    | Francesco Germanetti        | Philippe Rey      | Nissan Terrano         |
| 6    | Jérôme Rivière              | Philippe Monnet   | Buggy Bourgoin         |
| 7    | Giacomo Vismara             |                   | SsangYong Korando      |
| 8    | Ramón Dalmau                | Xavier Foj        | Mercedes               |
| 9    | Bob Ten Harkel              | Maarten Van Eijk  | Mitsubishi Pajero      |
| 10   | Jean-Claude van Cauwenberge | Marc Devos        | Toyota                 |

### Camions
10 camions à l'arrivée sur 28 inscrits.
| Pos. | Équipage                                        | Constructeur |
| ---- | ----------------------------------------------- | ------------ |
| 1    | Karel Loprais / Radomír Stachura / Josef Kalina | Tatra        |
| 2    | Yoshimasa Sugawara / Hideki Shibata             | Hino         |
| 3    | Jacques Marvy / M. Pons / J. P. Dujon           | Perlini      |
| 4    | Anne Kies / Willem Tijsterman                   | GINAF        |
| 5    | Klaus Bauerle / Salva                           | Mercedes     |
| 6    | René Metge / Pascal Serre / Livio Diamante      | Perlini      |
| 7    | Kaket / Bartholomey                             | Mercedes     |
| 8    | Michel Saumet / Irisso                          | Scania       |
| 9    | Aubel / Dubois                                  | Renault      |
| 10   | Bruno Birbes / Pallad                           | Mercedes     |